# RT (TV-kanal)

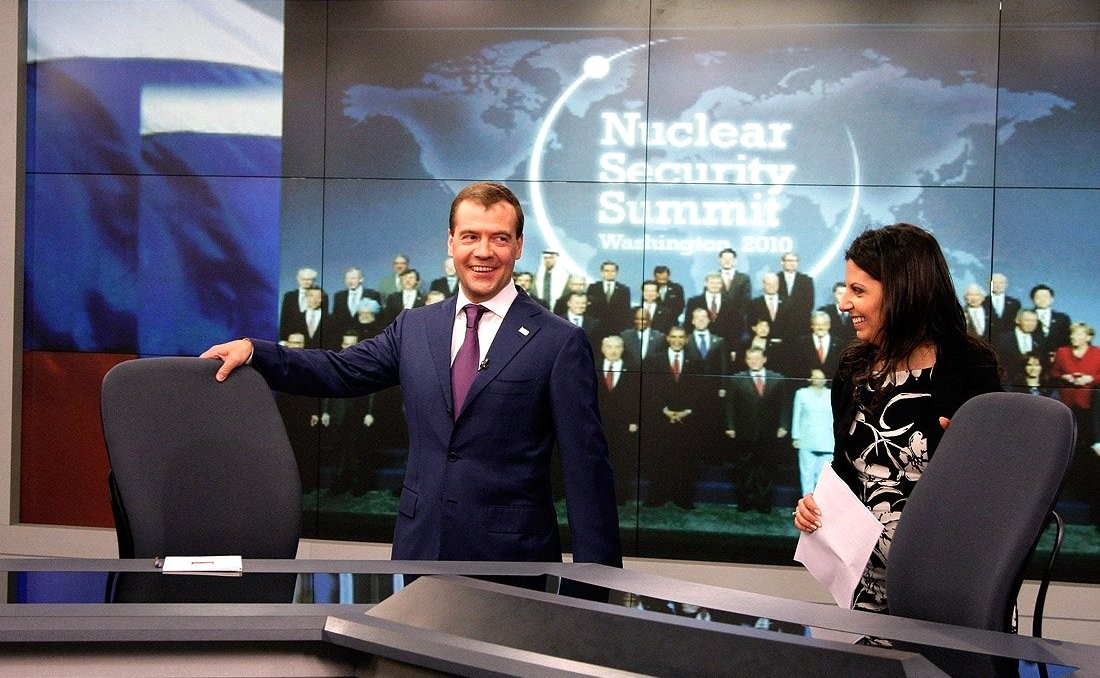
Rysslands före detta president Dmitrij Medvedev besöker RT-kontoret med chefredaktör Margarita Simonjan.

RT, tidigare känd som Russia Today, är en rysk nyhetskanal ägd av den ryska staten, grundad 2005. Sändningarna sker på arabiska, engelska, ryska, tyska, franska och spanska. Kanalen sänder dygnet runt och varvar nyhetsinslag med dokumentärer, pratshower, debatter, sportnyheter och kulturprogram, med utgångspunkt i Ryssland. Kanalen har 2 000 medarbetare. Sedan december 2013 ingår RT i den statliga ryska nyhetsbyrån Rossija Segodnja.

## Kritik och blockering
RT har från många håll kritiserats för att vara Kremlvänlig och propagandistisk i sin utrikesrapportering. År 2014 var kanalen inblandad i kontroverser beträffande sin bevakning av Krimkrisen och konflikten i östra Ukraina.
I mars 2022 infördes EU-sanktioner mot statsägda RT:s och Sputniks sändningar inom EU efter den ryska invasionen i Ukraina. Orsaken var den desinformation RT spred i sina nyhetsprogram. I Sverige gick Post- och telestyrelsen ut och begärde att svenska internetleverantörer skulle blockera dvs censurera åtkomst till RT:s hemsida.

"Systematisk informationsmanipulering och desinformation från Kreml tillämpas som ett operativt verktyg i Rysslands angrepp mot Ukraina. Det utgör också ett betydande och direkt hot mot EU:s allmänna ordning och säkerhet. I dag vidtar vi en betydelsefull åtgärd mot Putins manipulationsverksamhet och stänger kranen för ryska statskontrollerade medier i EU. Vi har redan tidigare infört sanktioner mot RT:s ledning, bland annat mot redaktionschefen Margarita Simonjan, och det är helt logiskt att vi också riktar in oss på den verksamhet som organisationerna har bedrivit i vår union." (EU:s motivering)
Se också: Internationella reaktioner mot Ryssland i samband med den rysk-ukrainska konflikten.

## Utmärkelser
- September 2006 –  RT-dokumentären  People of the Bering Strait   belönas under den tionde "Golden Tambourine" International Festival for Television programs and films[9] i kategorin "Ethnography and Travel"
- Juni 2007 – RT:s serie "Meeting with Nature" belönas med Grand Prix-priset vid "International Environmental Television Festival[10]
- September 2007 – Pris för "Professional Skillfulness" av "Eurasian Academy of Television and Radio"[11].
- November 2007 – RT:s program om Tjernobylkatastrofen från 2007 får "AIB Media Excellence Awards"[12]
- September 2008 – Rysslands mest prestigefyllda TV-pris TEFI till Kevin Owen i kategorin Bästa nyhetsankare[13]
- November 2008 – RT tilldelas ett specialpris i kategorin "Best Creative Feature" för feature-filmen Russian Glamour vid Media Excellence Awards i London.
- Januari 2009 – Silver World Medal from the New York Festivals, för Best News Documentary “A city of desolate mothers” [14]
- Augusti 2010 – RT får sin första Emmy-nominering i nyhetskategorin för sin bevakning av Barack Obamas resa till Ryssland.[15]
- November 2011 – Martyn Andrews och kultur- och underhållnigsprogrammet "Moscow Out" tilldelas "ShereMedia Award" för Bästa livsstilsprogram[16]
- Augusti 2012 – Kanalen får sin andra Emmy-nominering för sin bevakning av Occupy Wall Street-rörelsen.[17]